# Universidad Autónoma de Bucaramanga
La Universidad Autónoma de Bucaramanga (UNAB) es una institución de educación superior Colombiana con sede en la ciudad de Bucaramanga, sujeta a inspección y vigilancia por medio de la Ley 1740 de 2014 y la Ley 30 de 1992  del Ministerio de Educación de Colombia. Fue fundada en 1952 por un grupo de académicos, políticos, empresarios y pedagogos interesados en mejorar la calidad educativa de la Región Santandereana, funcionando primero como el colegio Instituto Caldas y luego en el año de 1987 recibe el reconocimiento de Universidad por parte del Ministerio de Educación Nacional. 
Está integrada por 6 Facultades, las cuales a su vez ofrecen a nivel de Pregrado 23 programas profesionales y 8 programas tecnológicos. A nivel de Posgrado cuenta con 45 programas de Especialización, 11 programas de Especialidades médicas, 22 programas de Maestría y 1 Doctorado. Cuenta con 31 grupos de investigación reconocidos por Colciencias. Ocupa el puesto número 29 en el Ranking U-Sapiens. Cuenta con la Acreditación Institucional de Alta Calidad otorgada por el Concejo Nacional de Acreditación quien en año 2017 mediante Resolución 10820 del 25 de mayo de 2017 del Ministerio de Educación Nacional, previo concepto del Consejo Nacional de Acreditación (CNA) se renueva la Acreditación Institucional de alta calidad, por un nuevo período de 6 años.

## Campus
La universidad cuenta con los siguientes Campus Universitarios:
- Campus El Jardín: Ubicado Bucaramanga, en el sector de Cabecera al oriente de la ciudad, se caracteriza por estar rodeado de árboles, fauna y un bosque natural que armonizan el ambiente universitario. Allí se encuentran las principales dependencias de la Universidad, como la Rectoría, la Facultad de Ciencias Económicas, Administrativas y Contables, la Facultad de Ciencias Sociales, Humanidades y Artes, la Facultad de Ciencias Jurídicas y Políticas, y la Facultad de Ingeniería. Cuenta con el Auditorio Mayor de la Universidad el cual recibe a los grandes eventos, y también con los edificios más importantes así como la Biblioteca Central.

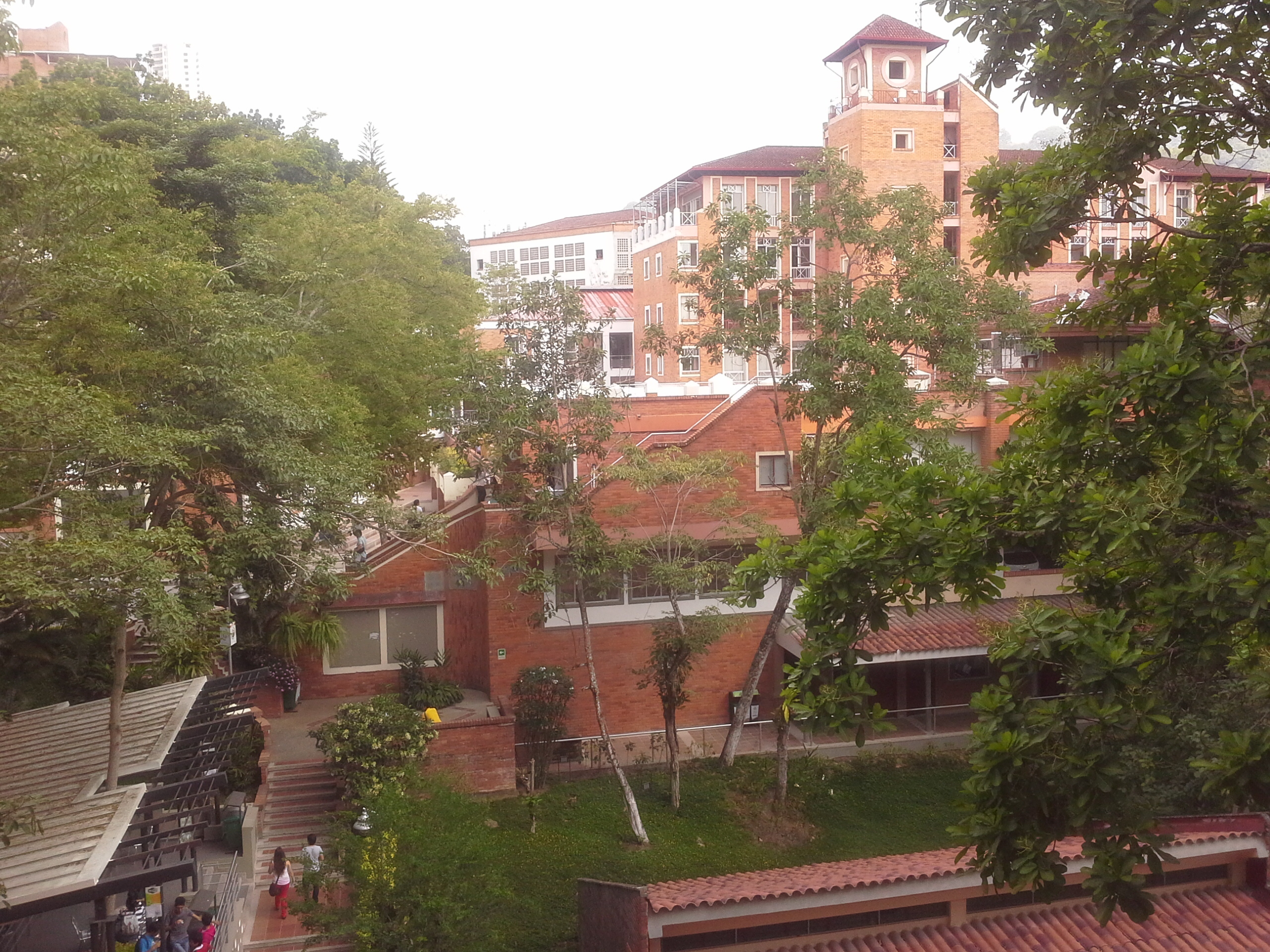
Campus El Jardín.

- Campus El Bosque: Ubicado en el municipio de Floridablanca, al sur de la ciudad cerca a Cañaveral en el sector conocido como El Bosque; tiene una ubicación estratégica ya que se encuentra en cercanías a los complejos hospitalarios más grandes e importantes de la región como la Clínica Carlos Ardila Lülle, la FOSCAL, la Fundación Cardiovascular de Colombia y del importante proyecto FOSUNAB, siendo estos los espacios de prácticas más importantes para los estudiantes de los programas de Medicina y Enfermería de la Universidad. Alberga a los programas pertenecientes a la Facultad de Ciencias de la Salud: Medicina, Enfermería y Psicología y cuenta con una Biblioteca, distintos laboratorios especializados, actualizados y de Alta Calidad y con un Auditorio Mayor, además de diferentes cubículos de estudio, aulas de informática, cacha sintética y parqueadero.

- Campus El Tejar: Ubicado en el sector de Lagos del Cacique, al oriente de la ciudad de Bucaramanga. Allí funciona el Instituto Caldas, colegio privado que se encarga de la enseñanza básica, primaria y secundaria. Sirve como escenario de eventos universitarios y es un lugar de prácticas para los estudiantes de Educación y de Psicología.
- Centro de Servicios Universitarios (CSU): Ubicado al oriente de Bucaramanga, en el Barrio Terrazas, está diseñado especialmente para los estudiantes, pues allí es el lugar especial para practicar diferentes deportes, habilidades e idiomas. Cuenta con varias canchas para deportes, aulas de informática y laboratorios de idiomas. Allí también se ubican las oficinas de Bienestar Universitario, la Facultad de Estudios Técnicos y Tecnológicos y el departamento de lenguas.
- Campus Rafael Ardila Duarte: Ubicado en la Calle 42 # 34-14 en el exclusivo sector de El Prado en Bucaramanga, dicho predio al que anteriormente se le conocía como la casa 'Ambrosio Peña Puyana' fue adquirido por la Universidad por una suma de 9.050 millones de pesos más 1300 millones de pesos adicionales que la Unab invirtió para la adecuación de sus instalaciones físicas para recibir a los estudiantes de programas de posgrados de la Facultad de Ciencias Económicas, Administrativas y Contables; además del programa de pregrado de Administración de Empresas DUAL de la misma facultad.Esta edificación tiene un gran valor arquitectónico, cultural e histórico para la ciudad ya que en el pasado fue de uso habitacional y punto de encuentro de personalidades nacionales y políticas por lo que hoy tiene la calidad de bien de interés cultural municipal.

## Historia
La UNAB surgió como una alternativa importante frente a los retos laborales de los trabajadores de la región, por lo cual distintos empresarios, políticos, y personajes ilustres de la alta sociedad de Bucaramanga decidieron apoyar el proyecto de un grupo de Pedagogos que decidieron abrir un colegio de enseñanza para la básica primaria , consolidando así al Instituto Caldas en 1952, en 1956 se le concede la personería jurídica al Instituto Caldas por el Ministerio de Educación Nacional. En el año de 1960 nace la sección secundaria del Instituto Caldas. Dado que para la década de 1960 la gran necesidad que tenían los políticos y empresarios de la región era formar profesionales en áreas administrativas y económicas,  y ya que estas necesidades no fueron cumplidas por la oferta de programas de la Universidad Industrial de Santander, la más importante del departamento, el Instituto Caldas crea en el año de 1969 su primer programa de Pregrado: Administración de Empresas, el cual rápidamente satisface las necesidades de la región y se va consolidando con el paso del tiempo, cumpliendo con gran éxito su misión de educar a grandes profesionales. En el año de 1972 se crea el programa de Derecho, dada la gran demanda y la poca oferta de este programa en Bucaramanga., que para la época experimentaba un rápido crecimiento económico, comercial y demográfico. Gracias a que el proyecto universitario del Instituto Caldas contaba con el apoyo de políticos y reconocidos dirigentes de la región en el año de 1976, el destacado Abogado y Ex-Gobernador de Santander, el Doctor Alfonso Gómez Gómez asume como Rector , y es él quien dirige su consolidación como Institución universitaria. A través de los años 70 la UNAB se consolida cono un centro de formación para el trabajo en áreas necesarias para la región como la Contaduría Pública y la Licenciatura en Educación. En el año de 1979, Alberto Montoya Puyana sume como rector de la institución y con el la UNAB asume una nueva era de profundos cambios transformadores con miras a la modernización de la UNAB, se crea el programa de Comunicación Social y Periodismo, líder en la región y la UNAB se prepara para aumentar su oferta académica.

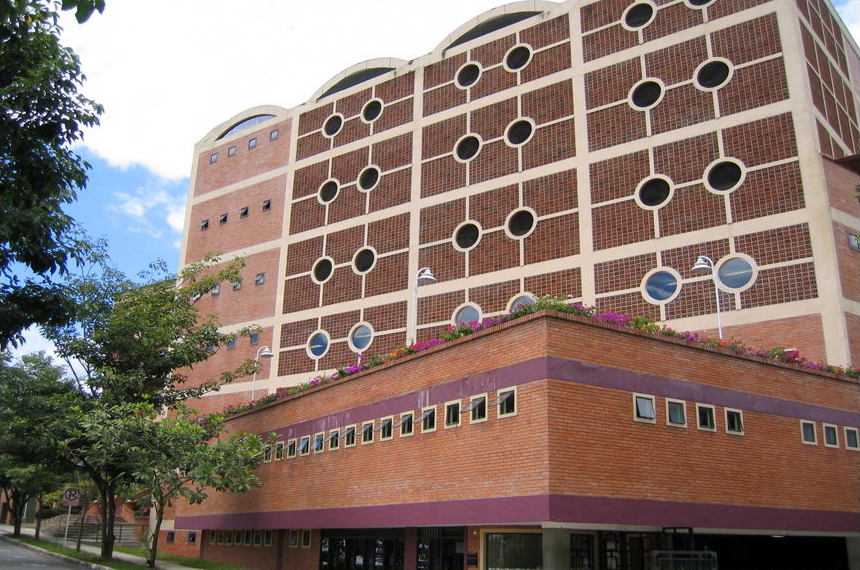
Campus El Bosque.

En el año 1987, la UNAB recibe el reconocimiento como Universidad, por parte de Ministerio de Educación Nacional, lo que la consolida para como una institución moderna y un espacio para la cultura y la academia, lo que le permite diversificar su oferta académica en programas de pregrado que no fuesen ofrecidos en ninguna universidad de la región con el fin de suplir las necesidades de una ciudad como Bucaramanga que atravesaba por un importante crecimiento económico y social, es por esto que se crean los programas de Ingeniería de Sistemas, Ingeniería de Mercados, Ingeniería Financiera, Psicología, Ingeniería Mecatrónica, Administración Turística y Hotelera, Música y Medicina, durante los años 90. En 1998, Gabriel Burgos Mantilla es nombrado nuevo rector de la universidad, y con el la UNAB inicia su proceso de remodelación, construcción y ampliación de los Campus El Jardín y El Bosque, se inicia la construcción de una plataforma virtual con el fin de promover la educación y el uso de las TIC´s, se fortalecen los programas de posgrado,y se construye un Campus dedicado exclusivamente para la recreación y para el uso de los estudiantes, el CSU. En el año 2006, Alberto Montoya Puyana, regresa a la rectoría de la Universidad, se crean los programas técnicos y tecnológicos, y se comienzan a materializar los procesos de Acreditación de Alta Calidad Institucional y también de Acreditación en los distintos programas académicos, en el año 2012 la UNAB firma convenios con la Universidad del Rosario, la Universidad de Miami y la Universidad de Sevilla con el fin de obtener un programa de intercambios estudiantiles, de cooperación y académicos para fortalecer su proceso de internacionalización. También durante el año 2012 la UNAB recibe la Acreditación de Alta Calidad por parte del Ministerio de Educación Nacional. A partir del año 2016, la UNAB tiene alianzas para que la Clínica FOSCAL y FOSUNAB sean los centros de prácticas de los estudiantes de la Facultad de Salud.

## Programas
Facultad de Estudios Técnicos y Tecnológicos
- Tecnología en Dirección Comercial (virtual y presencial)
- Tecnología en Gestión Gastronómica (virtual dual)
- Tecnología en Gestión Humana (dual)
- Tecnología en Investigación Criminal y Ciencias Forenses
- Tecnología en Logística y Mercadeo
- Tecnología en Regencia de Farmacia (virtual)
- Tecnología en Seguridad y Salud en el Trabajo (virtual)

Facultad de Ciencias Económicas, Administrativas y Contables.
- Administración de Empresas modalidades presencial, virtual y dual
- Contaduría Pública (virtual y dual)
- Negocios Internacionales
- Administración Turística y Hotelera
- Economía
- Seguridad y Salud en el Trabajo (virtual)

Facultad de Ciencias Jurídicas y Políticas
- Derecho

Facultad de Ingenierías
- Ingeniería en Energía y Sostenibilidad
- Ingeniería Mecatrónica
- Ingeniería de Mercados
- Ingeniería Financiera
- Ingeniería Biomédica
- Ingeniería Industrial
- Ingeniería de Sistemas

Facultad de Ciencias de la Salud
- Enfermería
- Medicina
- Psicología

Facultad de Ciencias Sociales, Humanidades y Artes
- Artes Audiovisuales
- Gastronomía y Alta Cocina
- Música
- Comunicación Social
- Licenciatura en Educación Infantil
- Literatura (virtual)

## Publicaciones editadas por la UNAB.
- MedUNAB
- Revista Colombiana de Computación
- "Reflexión política" es el órgano de difusión del Instituto de Estudios Políticos, publicación semestral destinada a promover la reflexión y el debate de los principales temas y corrientes de la teoría y la Ciencia Política Contemporánea.
- "Temas socio-jurídicos" es una publicación seriada del Centro de Investigaciones Socio-jurídicas de la Facultad de Derecho .

## Ulibro, Feria del libro de Bucaramanga
Ulibro es un proyecto cultural de la Universidad Autónoma de Bucaramanga (UNAB) que responde al propósito de la Institución de contribuir al desarrollo de la región, promover la cultura y el hábito de la lectura. Su programación cultural y académica se constituye en el eje de la Feria y ofrece atractivos especiales para el público general, la familia, la comunidad universitaria y la comunidad educativa de básica primaria y media. Incluye conferencias, encuentro con autores, presentaciones artísticas, ciclo de cine y literatura, poesía, talleres para niños y jóvenes, concursos, entre otras actividades.
Ulibro reúne la industria editorial nacional e internacional, así como la oferta editorial universitaria. La Feria desarrolla una programación cultural y académica en diferentes espacios, que propicia el contacto con los autores, el conocimiento de nuevos títulos, la profundización en temas de actualidad e interés general y el acercamiento al mundo del libro y la literatura, por parte de niños, jóvenes y adultos. La entrada a la muestra y todos los eventos es gratuita.